# Encéphalopathie de Wernicke
 Mise en garde médicale
L'encéphalopathie de Gayet-Wernicke (ou de Wernicke) est un trouble neurologique sévère caractérisé par une ataxie, une ophtalmoplégie (paralysie oculomotrice), un nystagmus, une confusion et une perte de la mémoire à court terme,.
Il est causé par des lésions des noyaux thalamiques médiaux, des corps mamillaires, des noyaux du tronc cérébral périaqueducaux et périventriculaires et du vermis cérébelleux, du noyau dorsal du nerf vague.
Il résulte d'une carence en thiamine (vitamine B1), parfois décompensée par une absorption de sucres. Les causes de la carence en thiamine sont l'alcoolisme ou certaines maladies gastriques comme les gastrites chroniques, la maladie de Crohn, les vomissements répétés particulièrement après une chirurgie bariatrique,,,,
un régime déséquilibré (régime constitué de liquides non supplémentés en vitamines sur plusieurs semaines)[réf. nécessaire].
Contrairement à ce que peut laisser supposer son nom, l'encéphalopathie de Wernicke n'a aucun rapport avec la région cérébrale corticale appelée aire de Wernicke, qui est associée au discours et à l'interprétation du langage (quand elle est lésée, on parle d'aphasie de Wernicke). Cependant, c'est bien Carl Wernicke qui a donné son nom à ces deux pathologies au XIXe siècle. 
Le nom de l'ophtalmologiste Gayet y est parfois associé dans les pays francophones.

## Symptômes
Les symptômes sont d'apparition aiguë. L'encéphalopathie de Gayet-Wernicke débute souvent par des troubles oculomoteurs (nystagmus), paralysies des yeux (ophtalmoplégie) avec diplopie qui sont évocateurs. On observe aussi fréquemment une impossibilité pour le malade de déglutir, des troubles de l'équilibre (ataxie), une confusion, une somnolence et une perte de la mémoire à court terme.
La triade classique est la confusion, l'ophtalmoplégie (paralysie oculomotrice) et ataxie (manque de coordination), mais l'association de ces troubles n'est retrouvée que dans 10 % des cas. Dans les cas non traités, elle risque d'évoluer vers un syndrome de Korsakoff, le coma et la mort .
De façon plus rare, on trouve aussi une hypothermie, une hypotension orthostatique.
La carence en thiamine cause des altérations dans la capture du glutamate, par l'intermédiaire des changements dans le fonctionnement des transporteurs astrocytaires EAAT1 et EAAT2 qui créent une excitotoxicité. D'autres changements impliquent des transporteurs GABA sous-types GAT-3, GFAP, Glutamine synthétase, la protéine transporteuse d'eau aquaporine 4. Ces dysfonctionnements génèrent une acidose lactique, un œdème cérébral, un stress oxydatif, une inflammation et des dommages de la substance blanche.

## Traitement
Le traitement consiste à injecter, par voie intraveineuse ou intramusculaire, de fortes doses de thiamine (vitamine B1).
Si le syndrome est diagnostiqué tôt et le patient est traité correctement et s'abstient de toute consommation toxique notamment alcoolique, un rétablissement rapide et complet est possible. Une encéphalopathie de Wernicke installée peut cependant avoir de graves conséquences à long terme dont des lésions neurologiques sévères et invalidantes, comme le syndrome de Korsakoff.